# La Création du monde (film)
Pour les articles homonymes, voir La Création du monde.
Pour plus de détails, voir Fiche technique et Distribution.
La Création du monde  (Stvoření světa) est un long métrage d'animation franco-tchécoslovaque réalisé par Eduard Hofman d'après les dessins de Jean Effel, sorti en 1958 (?).

## Synopsis
À l'aide de trois angelots, Dieu a créé le monde, le ciel et la terre, soleil et lune, les plantes, les animaux et les hommes. Épuisé, il songe à se reposer le septième jour, mais depuis le début de rusés diablotins cherchent à saboter son œuvre. Heureusement le bon Dieu ne se laisse pas impressionner et poursuit sa tâche.

## Projections
Le film a été présenté dans le cadre du Festival de Cannes de 1999.

## Fiche technique
- Titre : La Création du monde
- Titre original : Stvoření světa
- Réalisation : Eduard Hofman
- Scénario : Eduard Hofman, d'après Jean Effel
- Musique : Jean Wiener, Jan Rychlik ; orchestre dirigé par André Girard
- Production : Československý Státní Film
- Pays de production : France et Tchécoslovaquie
- Technique : dessin animé
- Genre : dessin animé
- Format : Couleur (Eastmancolor) - 35 mm
- Durée : 83 minutes
- Date de sortie : 1958 (très variable selon les sources)

## Distribution (voix)
- François Périer : le narrateur
- Martine Sarcey : la narratrice
- Georges Aminel
- André Vessières
- Jan Werich : le narrateur (dans la version tchèque)